# Psephellus abchasicus
Psephellus abchasicus là một loài thực vật có hoa trong họ Cúc. Loài này được Albov miêu tả khoa học đầu tiên năm 1891.